# Get Out (album)
Pour les articles homonymes, voir Get Out.
Albums de Pita
Seven Tons For Free
(1996) Get Down
(2002)
Get Out est le deuxième album solo du musicien anglais de musique électronique Peter Rehberg, publié sous son nom de scène Pita. Il est publié sur le label viennois Mego, dont Rehberg est l'un des initiateurs, tout comme son album précédent Seven Tons For Free sorti en 1996.
La musique a été créée entre juin 1998 et juin 1999 sur un Apple Powerbook 1400, "à Vienne, Paris, Oxford, Amsterdam, Tokyo et New York".
Get Out est le premier de la série des «Get», et sera suivi au fil des années par quatre autres albums solo intitulés Get Down, Get Off, Get In, Get On.
La pochette, conçue par Tina Frank, montre des formes géométriques abstraites. Elle existe dans deux déclinaisons: en bleu et en rouge.

## Pistes
Piste de l'édition originale:
| No | Titre    | Durée |
| -- | -------- | ----- |
| 1. | Untitled | 3:09  |
| 2. | Untitled | 2:05  |
| 3. | Untitled | 11:19 |
| 4. | Untitled | 1:40  |
| 5. | Untitled | 4:23  |
| 6. | Untitled | 3:38  |
| 7. | Untitled | 1:06  |
| 8. | Untitled | 1:52  |
| 9. | Untitled | 8:50  |

## Réédition de 2008
En 2008, une nouvelle édition est publiée par le label Editions Mego. Cette version comporte trois pistes supplémentaires, provenant d'un 12" split entre Pita et Kevin Drumm sorti en 2001 sur BOXmedia. Cette réédition a fait l'objet d'un remastering au studio Piethopraxis, à Cologne, en juillet 2007.

## Réception critique
Pour Ben Beaumont-Thomas, ce deuxième album de Pita poursuit le travail exploratoire du son entamé avec Seven Tons for Free, et s'aventure plus loin dans la musique noise et ambient. Pour Olivier Lamm, la piste 3 de cet album "propulsait une cavalcade d’Ennio Morricone au fond d’un trou noir" et constitue l'un des sommets de l'œuvre de Rehberg. Cette piste utilise une boucle extraite du morceau Come Maddalena, provenant de la bande-son composée par Morricone pour le film de 1971 Maddalena. Rehberg soumet ce fragment à une variété de distortions, produites avec des pédales d'effets.
Le critique musical Peter Margasak a décrit l'album dans les termes suivants:
« Sound files collide, flow and overlap, as disfigured melodic shapes, tangled-up beats and penetrating tones explode in a furious barrage. »
— Peter Margasak, The New York Times

« Les fichiers sonores s’entrechoquent, s’écoulent et se chevauchent, tandis que des formes mélodiques défigurées, des rythmes enchevêtrés et des tonalités pénétrantes explosent dans un furieux déluge. »
— The New York Times